# Wieża Bracka w Lubaniu

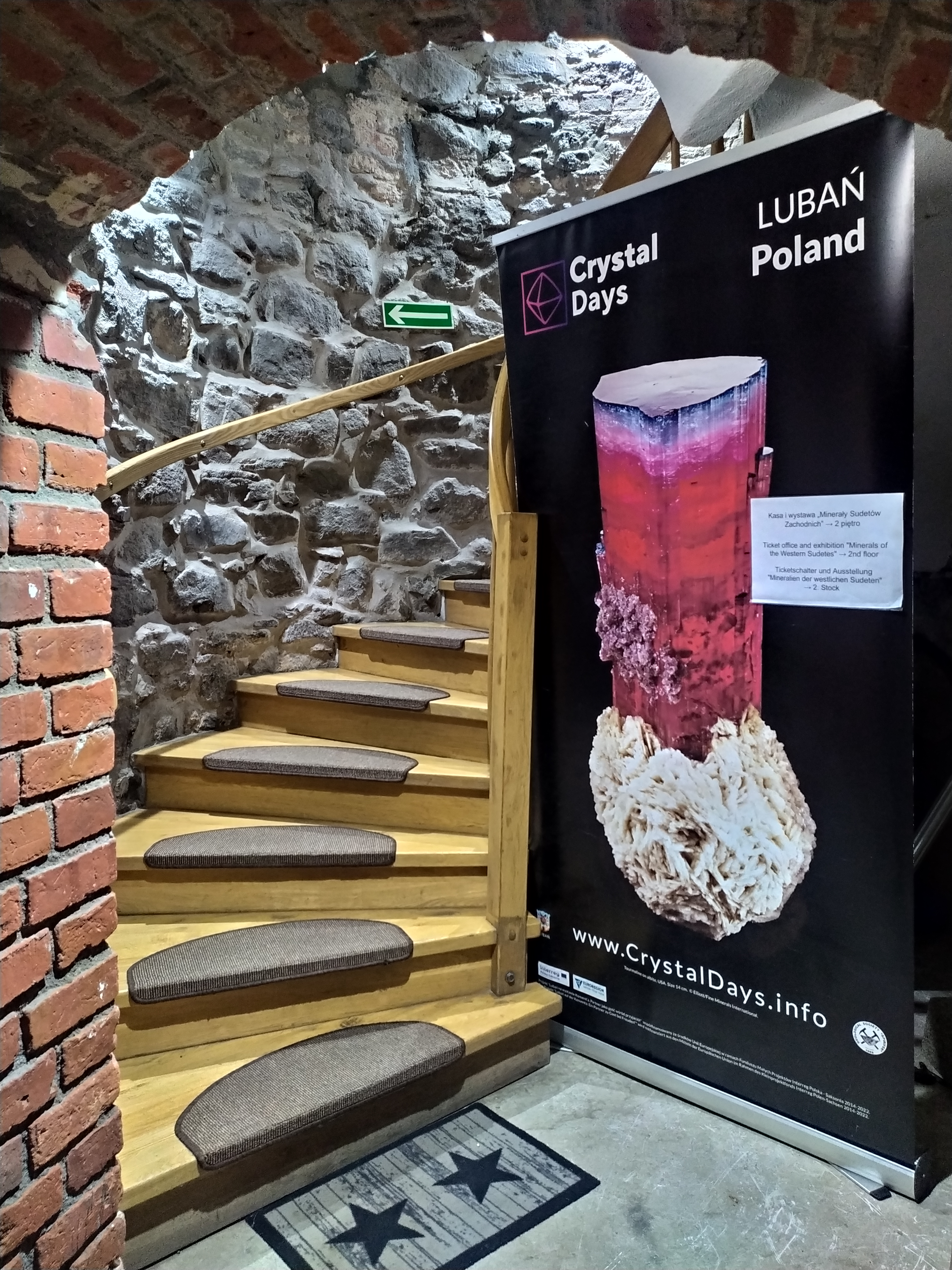
Wnętrze wieży

Wieża Bracka, Baszta Bracka – XIV-wieczny element miejskich umocnień, jedyna zachowana budowla bramna w mieście i najstarsza budowla w Lubaniu.

## Historia
Wieża została wzniesiona w 1318 r. z polecenia margrabiego brandenburskiego Waldemara Wielkiego w celu wzmocnienia obrony najważniejszej bramy miejskiej i znajdującego się obok klasztoru franciszkanów. Dodatkowo mogła stanowić samodzielny punkt oporu. Od franciszkanów pochodzi też nazwa wieży i bramy, choć sam zakon opuścił budynki klasztorne w 1554 r., po licznych pożarach (m.in. w 1487, 1529 i 1554).
Miejskie obwarowania były kilkakrotnie wykorzystywane do obrony miasta i zazwyczaj to wokół Wieży Brackiej koncentrowały się rozstrzygające walki o Lubań – po raz pierwszy w trakcie wojen husyckich (w 1427 i 1431 r.). Obroną miasta dowodził w 1431 r. Bernard von Üchtritz, a Wieża Bracka została zdobyta jako ostatni punkt w mieście. W okresie I wojny światowej fabrykant Georg Massow ufundował drewniany pomnik von Üchtritza, który ustawiono w lubańskim ratuszu.
Następnie walki o miasto toczyły się w czasie wojny trzydziestoletniej (w latach 1639 i 1641). Podczas tych walk żołnierze szwedzcy próbowali zburzyć Wieżę Bracką, ale bez powodzenia. Wieża konserwowana była w latach 1964–1965. Ostatni remont i modernizacja nastąpiła w latach 2016-2017 r., po czym Wieżę Bracką zaczęło udostępniać Muzeum Regionalne w Lubaniu.

## Opis
Wieża Bracka była jednym z najważniejszych elementów obwarowań miejskich. Przylegała do niej jedna z czterech bram miejskich, nazywana tak samo jak wieża, otoczona dodatkowo półkolistym barbakanem. Wjazd do miasta umożliwiał most zwodzony, opuszczany na linach. Na parterze ulokowano więzienie miejskie, a obok wieży pręgierz z żelazną obręczą.
Wieża jest zbudowana z kamienia bazaltowego na planie koła, jest ośmiokondygnacyjna o wysokości 45 m. Grubość murów do piątej kondygnacji wynosi ok. 3 m, a wyżej ok. 2,5 m. Pierwotne wejście umieszczone było od strony miasta na wysokości drugiego piętra. Trzecie piętro wieży znajdowało się na tej samej wysokości, co chodnik strzelecki barbakanu. Pierwsze otwory strzeleckie znajdowały się zaś dopiero na czwartej kondygnacji. Na wysokości piątego pietra ulokowano wykusz klozetowy. W drugiej połowie XVII w. na szóstym poziomie urządzono pomieszczenie dla strażników. W jej wnętrzu mieściło się także więzienie miejskie i skład broni.
Wszystkie stropy, z wyjątkiem położonego najwyżej, miały konstrukcję drewnianą. Wieże wieńczyły spiczasty dach z miedzianym hełmem oraz dwa ganki osłonięte blankami o wysokości ok. 2 m. wysokości (niższy) i od 1 do 3 m (wyższy). W czasie pożaru w 1529 r. hełm runął na ziemię, a odzyskaną miedź zużyto przy odlewaniu miejskich armat.
W 1852 r. zburzono Bramę Bracką wraz z barbakanem, a fosę zasypano, zakładając na przedpolu plac, zaś wieżę udostępniono do zwiedzania. Obecnie na wieży znajduje się punkt widokowy, a w jej wnętrzu są prowadzone ekspozycje: w górnej części wieży zrekonstruowano izbę strażnika, zgromadzono kolekcję agatów z okolic Lubania. Od 2017 r. na wieży znajduje się stała wystawa "Minerały Sudetów Zachodnich".